# Фрукс, Дороти
Дороти Фрукс (англ. Dorothy Frooks, 12 февраля 1896, Соджертиз, Нью-Йорк — 13 апреля 1997, Нью-Йорк, Нью-Йорк) — американская писательница, издатель, юрист и суфражистка. Она также дважды баллотировалась в Конгресс: в 1920 году как член Партии сухого закона и в 1934 году от партии «Сохранение закона» от расширенного избирательного округа Нью-Йорка. 
Она работала корреспондентом газеты New York Evening World и издавала газету Murray Hill News в 1952 году. Она также написала брошюру «Забастовки вне закона в судах по трудовым спорам», призывающую к созданию суда по трудовым спорам. 
Будучи юристом из Пикскилла, штат Нью-Йорк, она написала множество художественных и научно-популярных книг, в том числе «Олимпийский факел», «Американское сердце» и автобиографию «Леди-юрист».

## Жизнь и юридическая карьера
Дороти родилась 12 февраля 1896 года на ферме недалеко от Соджертиза, штат Нью-Йорк. Она была одной из десяти детей Реджинальда Фрукса, успешного бизнесмена, и Розиты Сиберз, международной светской львицы. Она, как и её братья и сестры, выросла на ферме площадью 400 акров (160 га) в долине Гудзона и проводила зимы в отеле Waldorf.
Друзья её матери из лондонского общества наняли её для выступления на улицах в возрасте 11 лет.
Фрукс окончила юридический факультет Гамильтона в Чикаго и получила степень магистра в Нью-Йоркском университете. К началу 1920-х годов она стала первым штатным юристом Армии Спасения.

## Военная карьера
Фрукс служила старшим йоменом ВМС США во время Первой мировой войны и военным юристом в армии США во время Второй мировой войны. 
Она служила национальным командующим женщинами-ветеранами мировой войны и работала с ветеранами Первой мировой войны и Retreads, организацией ветеранов, участвовавших в обеих мировых войнах.

## «Красные»
Фрукс появилась в качестве одного из «свидетелей» в фильме Уоррена Битти «Красные» 1981 года вместе с другими радикалами-долгожителями Скоттом Нирингом и Джорджем Селдесом. Фрукс, Ниринг и Селдес были непосредственными свидетелями травли красных, маккартизма и истерии холодной войны 1950-х годов.

## Смерть
Фрукс умерла в 1997 году в возрасте 101 года и была похоронена на Калвертонском национальном кладбище.